# Brittany Murphy : La Mort suspecte d'une star
Pour plus de détails, voir Fiche technique et Distribution.
Brittany Murphy : La Mort suspecte d'une star (The Brittany Murphy Story) est un téléfilm biographique américain réalisé par Joe Menendez, diffusé en 2014.

## Synopsis
Le film raconte l'histoire de Brittany Murphy, de son ascension dans les années 1990 à Hollywood, sa relation avec l'acteur Ashton Kutcher au début des années 2000, ses problèmes avec la célébrité et l'estime de soi, jusqu'à sa mort mystérieuse survenue le 20 décembre 2009 à l'âge de 32 ans.

## Fiche technique
Sauf indication contraire, les informations mentionnées dans cette section peuvent être confirmées par la base de données cinématographiques IMDb,  présente dans la section « Liens externes ».
- Titre original : The Brittany Murphy Story
- Titre français : Brittany Murphy : La Mort suspecte d'une star
- Titre français alternatif : La Véritable Histoire de Brittany Murphy
- Réalisation : Joe Menendez (en)
- Scénario : Peter Hunziker et Cynthia Riddle
- Musique : Todd Haberman
- Direction artistique : Cade Fall
- Décors : Daniel M. Berger
- Costumes : Marlayna Cherisse
- Photographie : Kristoffer Carrillo
- Montage : Jared Bentley
- Production : Carrie LeGrand
- Sociétés de production : LeGrand Productions ; MarVista Entertainment (coproduction)
- Société de distribution : Lifetime Television
- Pays de production :  États-Unis
- Langue originale : anglais
- Genre : biographie, drame
- Durée : 86 minutes
- Dates de première diffusion :
  - États-Unis : 6 septembre 2014 sur Lifetime
  - France : 16 avril 2015 sur TF1[2]

## Distribution
- Amanda Fuller : Brittany Murphy
- Sherilyn Fenn (VF : Ivana Coppola) : Sharon Murphy
- Chloë Crampton : Morgan
- Eric Petersen : Simon Monjack
- Bonnie Burroughs (en) : Kelly
- Amy Danles : Pamela
- Amy Davidson (VF : Sybille Tureau) : Jackie
- Adam Hagenbuch (VF : Jimmy Redler) : Ashton Kutcher
- Stephen Holland : Kendrick
- Alberta Mayne (en) : Ashley
- Karynn Moore : Alicia Silverstone
- Yatoya Toy : Stacey Dash

## Production
Le tournage a lieu à Los Angeles et Santa Clarita, en Californie.
La musique du téléfilm est composée par Todd Haberman. On y entend également Step by Step de New Kids on the Block et Lifestyles of the Rich and Famous de Good Charlotte.

## Accueil
Le téléfilm est vu par 1,527 million de téléspectateurs, lors de sa première diffusion aux États-Unis.